# St. Salvator (Unsernherrn)

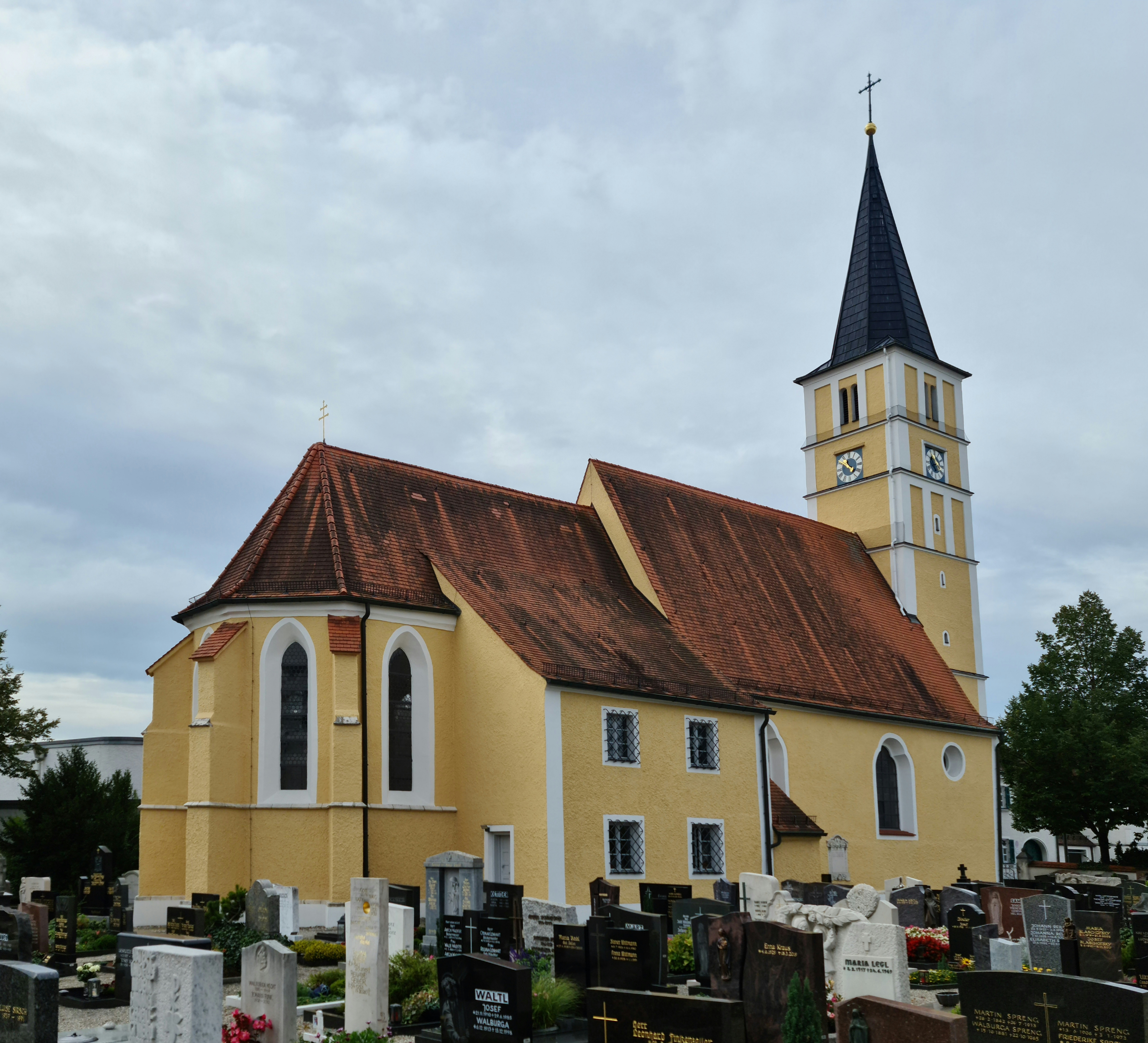
St. Salvator in Unsernherrn

Der Innenraum der Kirche

Die römisch-katholische Pfarr- und Wallfahrtskirche St. Salvator (früheres Patrozinium Zu unseres Herrn Leichnam) im Ingolstädter Stadtteil Unsernherrn ist ein in zwei Phasen entstandener spätgotischer Sakralbau von 1377/79 und um 1500. Die Kirche ist ein unter der Aktennummer D-1-61-000-594 in der Denkmalliste Bayern eingetragenes Baudenkmal.

## Geschichte

Das mit zartestem Rocaillestuck verzierte Gewölbe des 1377–1379 errichteten Chors

Der Ursprungsgeschichte des Ortes, der Wallfahrt und des heutigen Baues liegt ein angeblicher Hostienkelchfund am heutigen Standort zugrunde. Der Kelch wurde bei einem Kircheneinbruch entwendet. Die Wallfahrt begann sich schon zum Ende des Hochmittelalters zu entwickeln. Von 1377 bis 1379 wurde aufgrund einer Benefizumstiftung von 1376 durch Herzog Friedrich den Weisen der bestehende Chor als Kirchenneubau an der Stelle einer Vorgängerkapelle errichtet. Um die Kapelle und später um die Kirche entwickelte sich der Ort Unsernherrn. Um der Seelsorge der Wallfahrer gerecht zu werden, entstand ein 1456 erstmals urkundlich erwähntes Terziarinnenkloster. Die der Münsterpfarrei unterstellte Wallfahrtskirche stritt um die Seelsorgerechte über die südlichen Audörfer mit der Pfarrei Zuchering, die der Kirche Zu unseres Herrn Leichnam inkorporiert war. Ein durch den Landshuter Herzog Georg den Reichen herbeigeführter Vertrag im Jahr 1502 beendete den Streit zu Gunsten der Wallfahrtskirche, an der eine finanziell gesicherte Kaplanei errichtet wurde.

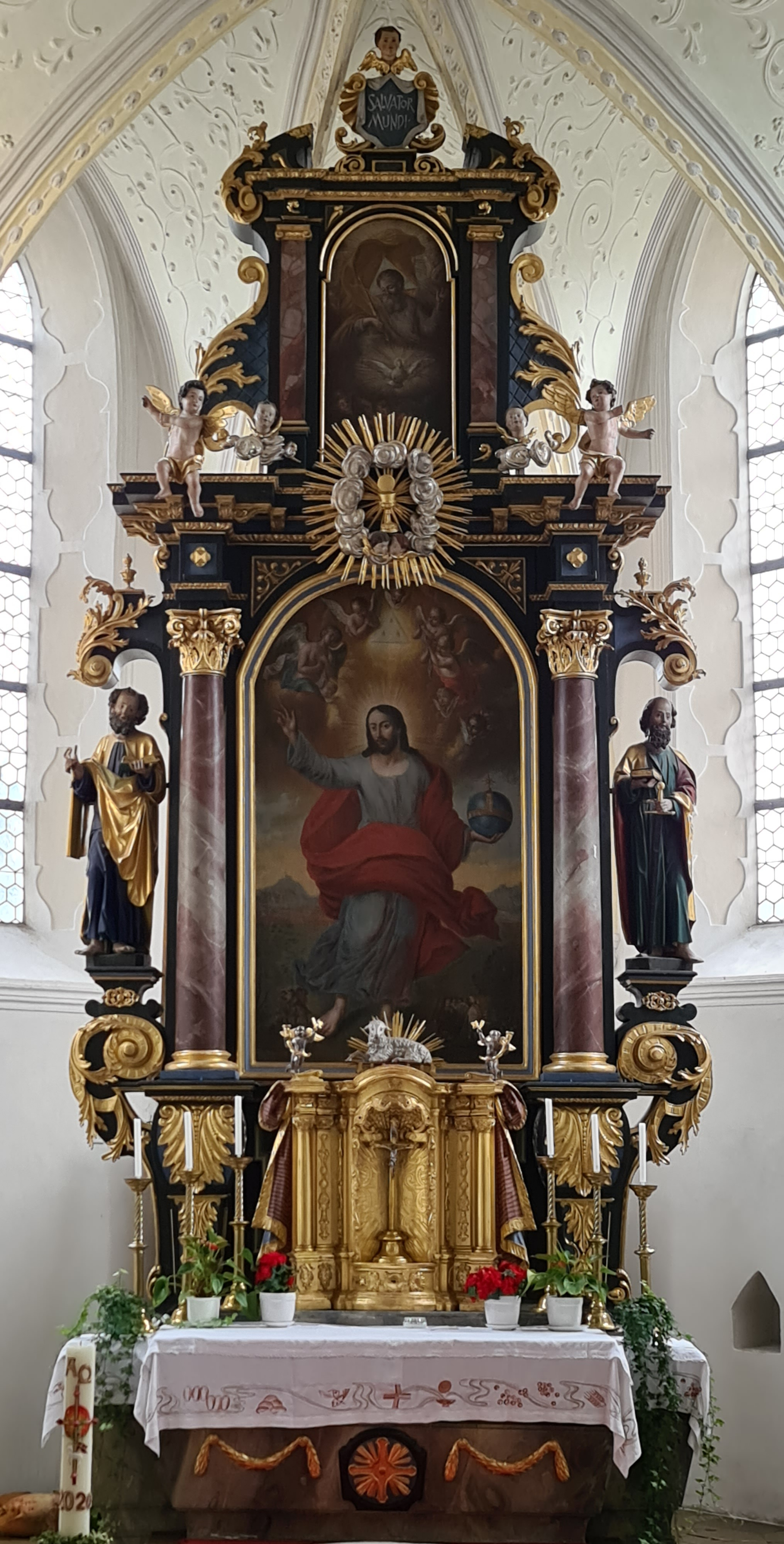
Der Hochaltar (um 1690)

Gegen Ende des 15. Jahrhunderts wurde dem Chor das Langhaus mit dem massiven Westturm angegliedert. Um 1500 waren diese Baumaßnahmen beendet. Einige Jahrzehnte später bekam der Kirchturm eine Erhöhung mit dem Spitzdach anstatt des zwischenzeitlichen Satteldachs (wie auf einem Gemälde von Hans Mielich abgebildet). Im 16. Jahrhundert wurde aus der Kaplanei Unsernherrn eine Kuratie. Die Kirche erfuhr während der Barock- und Rokokozeit mehrere Umbauten und -gestaltungen, wie den Einbau einer Flachtonne mit Stichkappen im Langhaus und die Versetzung des Haupteingangs von der Nordseite in den Westturm. Eine grundlegende Renovierung der Wallfahrtskirche fand 1912 statt. Im Jahr 1953 wurden die neugotischen farbigen Glasfenster, die während der Restaurierung von 1885–1887 eingefügt wurden, wieder entfernt. Weitere bedeutende Erneuerungsmaßnahmen an der Kirche fanden 1970–1971 und 1989–1991 statt. Wann aus der Kuratiekirche eine Pfarrkirche wurde, darüber gibt die unten genannte Quelle keine Auskunft.

## Architektur
Der stark eingezogene dreijochige Chor mit Dreiachtelschluss wird außen durch gestufte Strebepfeiler gegliedert. Das Ostfenster weist Maßwerk auf. An fast die gesamte Chornordseite lehnt sich die große zweigeschossige Sakristei an. Westlich am Chor schließt sich das vierjochige Langhaus mit einem hohen Satteldach an, dem westlich der breite Kirchturm mit gegliedertem Mittelteil vorgesetzt ist. Der heutige Turmabschluss entstand nach einem Blitzschlag im Jahr 1868. Das westliche Hauptportal im Turm, das früher als eine Art offene Vorhalle gestaltet war, weist Jugendstilformen auf.
Der Innenraum hat eine Länge von 28,30 Metern (wovon 13,90 Meter auf den Chor fallen) und eine Breite von 9,50 Metern. Das Kreuzgratgewölbe im Chor, das auf figürlichen Konsolen mit kurzen Diensten sitzt, ist mit einem fein-zarten Régence-Stuck mit Laub- und Bandelwerkformen aus dem 1. Drittel des 18. Jahrhunderts verziert. Das Obergeschoss der Sakristei ist als offenes Oratorium ausgebildet, über das der Zugang zur in den Chorbogen eingefügten Kanzel führt. Das westlich anschließende Langhaus, das etwa einen Meter niedriger als der Chor ist, besitzt am Gewölbe einen spätbarocken Rahmenstuck. Das westliche Joch nimmt die Empore auf, in einem kleinen Vorbau ist die Orgel eingesetzt.

## Ausstattung

Linker Seitenaltar (um 1690)

Der hochbarocke Hochaltar (um 1690), der in der Ornamentik schon spätbarocke Einflüsse zeigt, besitzt auf der Rückseite Tafelbilder von 1550 mit Darstellungen zur Entstehungsgeschichte der Wallfahrt.
Das Hauptgemälde des Altars stellt einen Salvator mundi mit Segensgestus dar. An den Außenseiten sind die Statuen der Apostelfürsten Petrus und Paulus auf baldachinbekrönten Konsolen angebracht. Das Auszugsbild zeigt Gottvater mit der Heiliggeisttaube, darunter ist eine Skulptur des eucharistischen Leibes Christi in Form eines Hostienkelchs angebracht.
Die beiden Seitenaltäre wurden ebenfalls um 1690 angefertigt. In der Mittelnische des linken Seitenaltars steht eine Muttergottesfigur aus dem 2. Viertel des 18. Jahrhunderts, die beiden aus der Frührenaissance (um 1550) stammenden Assistenzfiguren der Heiligen Katharina und Magdalena sind ihr außen zur Seite gestellt. Im Auszug befindet sich der hl. Christophorus. Am rechten Seitenaltar steht eine Figur des hl. Stephanus in der Mittelnische, ihm sind zwei heilige Bischöfe zur Seite gestellt, der rechte ist als hl. Wolfgang identifizierbar. Die Auszugsfigur stellt den hl. Georg dar. Auf der Mensa steht eine neubarocke Josefsfigur aus dem 20. Jahrhundert.
Die spätmanieristische Kanzel, die zu einem unbekannten Zeitpunkt vom Langhaus in den Chorbogen versetzt wurde, bekam im 18. Jahrhundert zusätzlichen Ornamentschmuck im Régencestil. An der nördlichen Langhauswand steht auf einer Konsole eine Salvatorbüste von 1730/40. Aus dem Jahr 1759 stammt der in lebhaftem Helldunkel gemalte Kreuzweg an den Langhauswänden. Über das Kruzifix (Rokoko oder Neubarock) fehlt eine Quellenangabe.

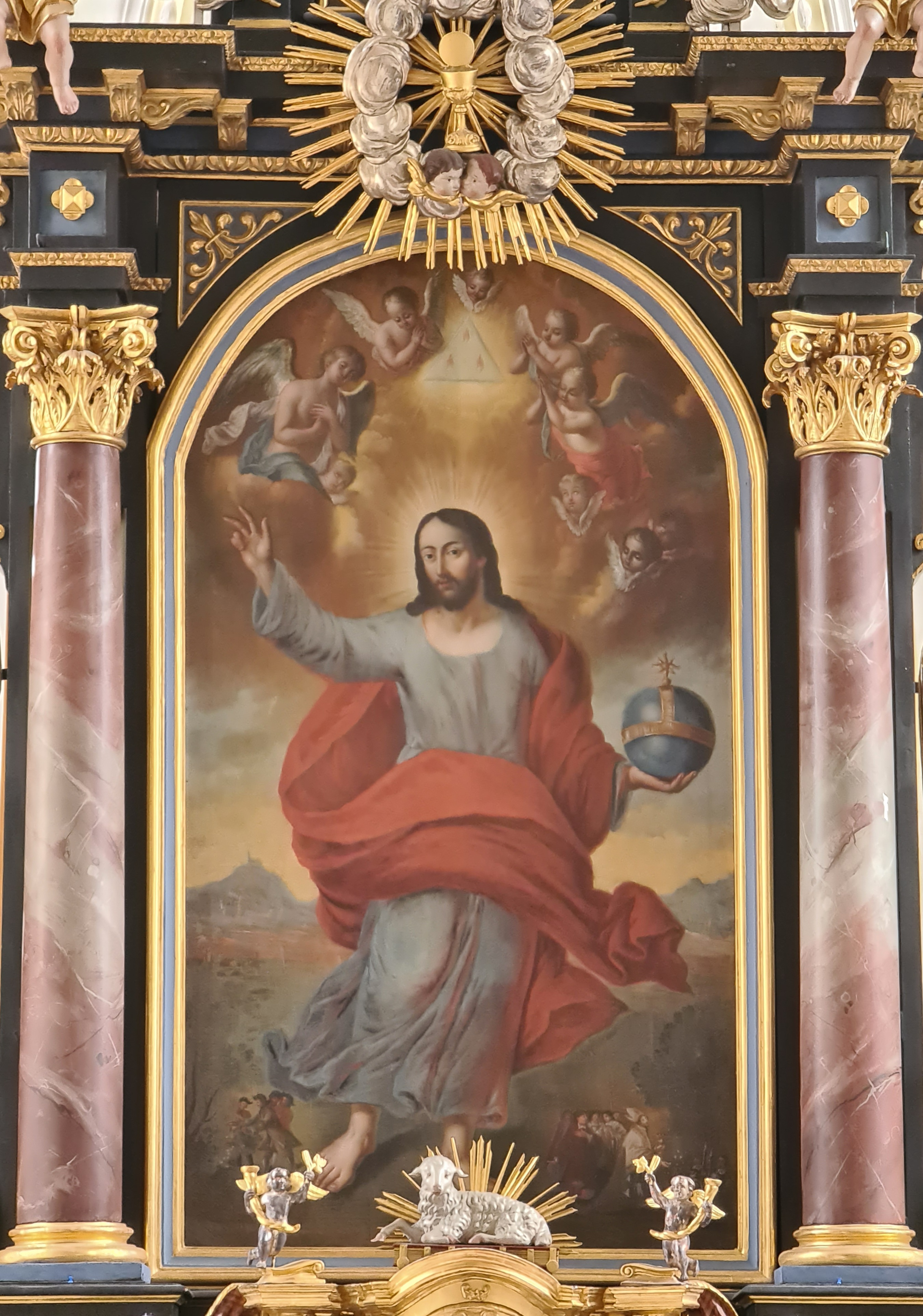
Gemälde des Hochaltars
Linker Seitenaltar
Rechter Seitenaltar
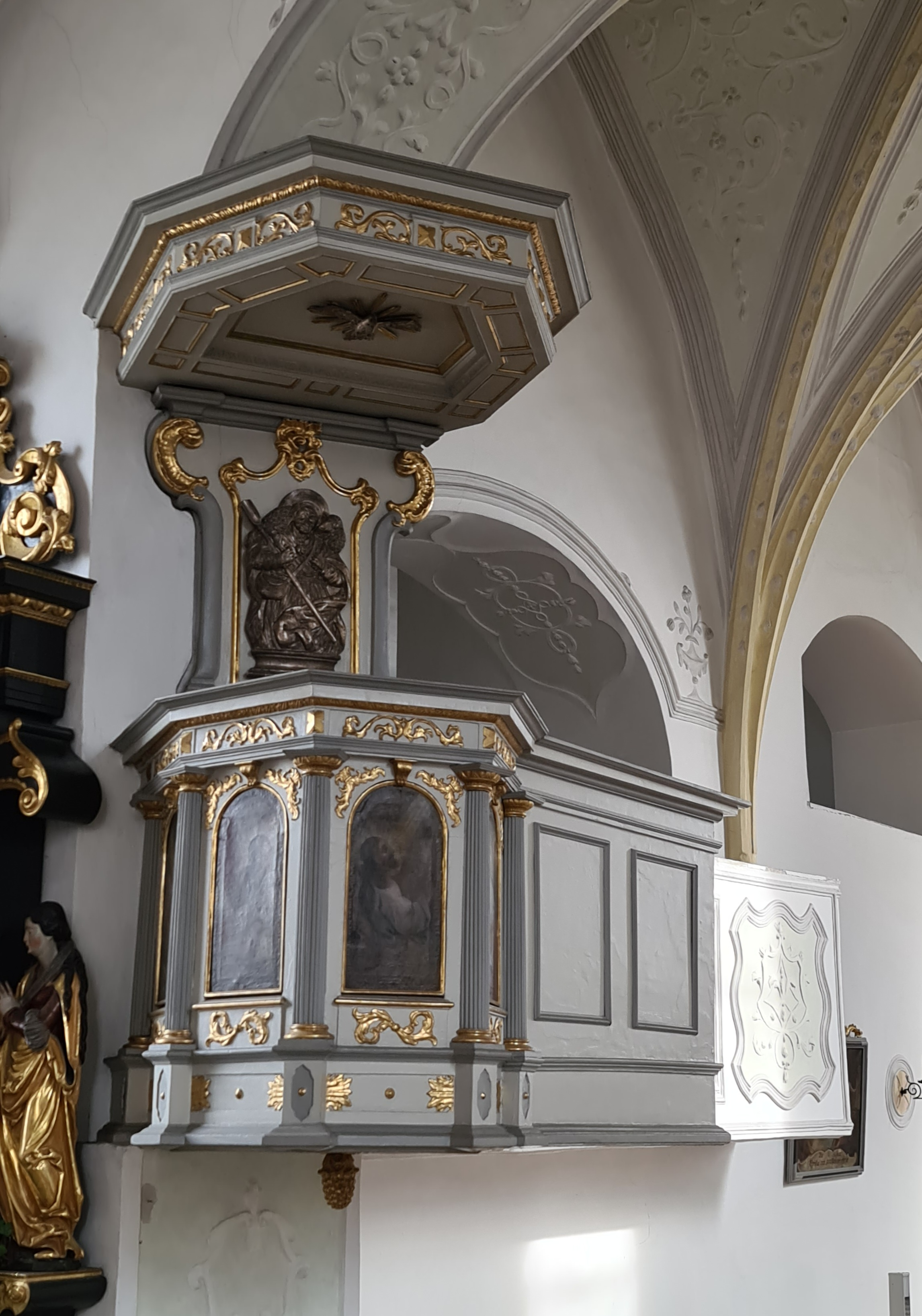
Kanzel
Kreuzwegbilder

## Orgel

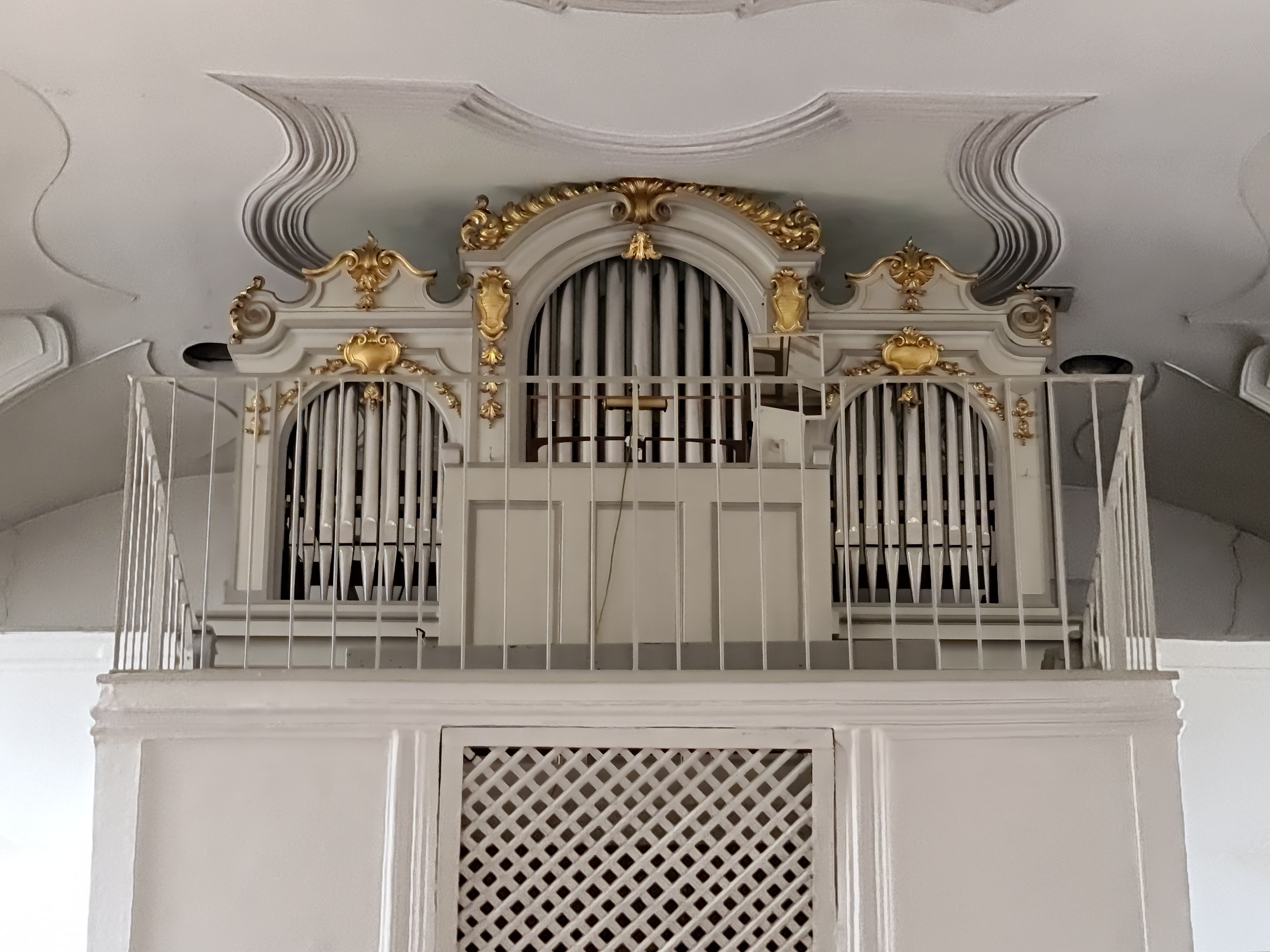
Bittner-Orgel von 1912

1874 baute die Firma Gebrüder Frosch aus München eine einmanualige mechanische Kegelladen-Orgel mit zehn Registern. Joseph Franz Bittner baute 1912 ein zweimanualiges Instrument mit 14 Registern auf den von ihm entwickelten „Schüsselladen“. Der Prospekt in weiß-grauer Fassung hat drei Rundbogenfelder mit Profilen und vergoldeten Dekors im neobarocken Stil. Der Spieltisch ist freistehend vor der Orgel mit Blick auf den Altar. 1984 führte Orgelbau Sandtner eine Überholung durch. Die Orgel ist weitgehend bauzeitlich erhalten. Nur die Prospektpfeifen wurden 1917 zu Kriegszwecken abgeliefert und später ersetzt sowie die Balganlage erneuert. Die Disposition lautet wie folgt:
| I Hauptwerk C–g3 |    |
| Prinzipal        | 8' |
| Gedeckt          | 8′ |
| Flaut amorosa    | 8′ |
| Gamba            | 8′ |
| Oktave           | 4′ |
| Mixtur           |    |

| II Nebenwerk C–g3 |    |
| Geigenprinzipal   | 8′ |
| Quintaden         | 8′ |
| Salicional        | 8′ |
| Vox coelestis     | 8′ |
| Flöte             | 4′ |

| Pedal C–f1   |     |
| Subbass      | 16′ |
| Stillgedeckt | 16′ |
| Violoncello  | 8′  |

- Koppeln: II/I, II/I Super, II/I Sub, I/P, II/P
- Spielhilfen: 3 feste Kombinationen (Piano, Mezzoforte, Forte), Auslöser